# Ephedrophila
Ephedrophila is een geslacht van vlinders van de familie snuitmotten (Pyralidae), uit de onderfamilie Phycitinae.

## Soorten
- E. algerialis (Hampson, 1900)
- E. decrepis Viette, 1989
- E. jordanalis Rebel, 1902
- E. lucasi Mabille, 1907